# Туманян, Левон Филиппович
Лево́н Фили́ппович Туманя́н (арм. Լևոն Թումանյան 1869 — 1942) — частный поверенный, депутат Государственной Думы Российской Империи первого созыва от Эриванской губернии.

## Биография
Родился в 1869 в городе Аштараке. Армянин. Учился в Лазаревском институте восточных языков в Москве, где с 1892 года были введены для желающих курсы важнейших юридических наук, слушаемые ими вместе со студентами Московского университета. Однако после 5-го класса был вынужден оставить учёбу и в 1897 году вернулся на родину Работал частным поверенным (частный адвокат по гражданским и уголовным делам). Занимался переводами, в 1899 году в журнале «Мурч» опубликован его перевод «Песни о соколе».
Член Конституционно-демократической партии. Подписал «Выборгское воззвание» 10 июля 1906 года в г. Выборге и в декабре 1907 года был осужден по ст. 129, ч. 1, п.п. 51 и 3 Уголовного Уложения на 3 месяца тюрьмы и лишён избирательных прав.
Впоследствии занимался профессиональной (юридической) деятельностью.
Похоронен на семейном кладбище в городе Аштараке, в Армении.

## Из адвокатской практики
Река Касах, протекающая через Аштарак, для него всегда была питающей артерией и основой существования. Нижележащие деревни Араратской долины неоднократно пытались ограничить объём выбираемой Аштараком воды. Наконец, в 1912 году Эчмиадзин и деревня Кызылтамур совместно обратились с жалобой в соответствующую инстанцию по Закавказью. Интересы Аштарака защищал Левон Туманян, представлять противоположную сторону специально был приглашён из Тифлиса брат прокурора Эчмиадзинского синода адвокат Канчелли. Слушания по делу проходили в Ереване 28 февраля 1914 года. Л. Туманяну удалось отстоять интересы Аштарака.

Во время судебного разбирательства по одному из дел, в ответ на приведённые заведомо ложные сведения Левон Филиппович дал пощёчину адвокату противоположной стороны, сразу после чего выложив предусмотренный законом максимальный штраф в 10 рублей, попросил председательствующего продолжить заседание
.

### Рекомендованные источники
- Шуб Д. Н. «Политические деятели России (1850-х—1920-х гг.)» Сборник статей. Издание «Нового журнала». Нью-Йорк 1969. ГЛАВА IV. Либерализм в России. Первая Государственная Дума
- Российский государственный исторический архив. Фонд 1327. Опись 1. 1905 год. Дело 143.